# Bastaardwederikkever
De bastaardwederikkever (Bromius obscurus) is een keversoort uit de familie bladkevers (Chrysomelidae). De wetenschappelijke naam van de soort werd als Chrysomela obscura in 1758 gepubliceerd door Carl Linnaeus.